# Péripoloi

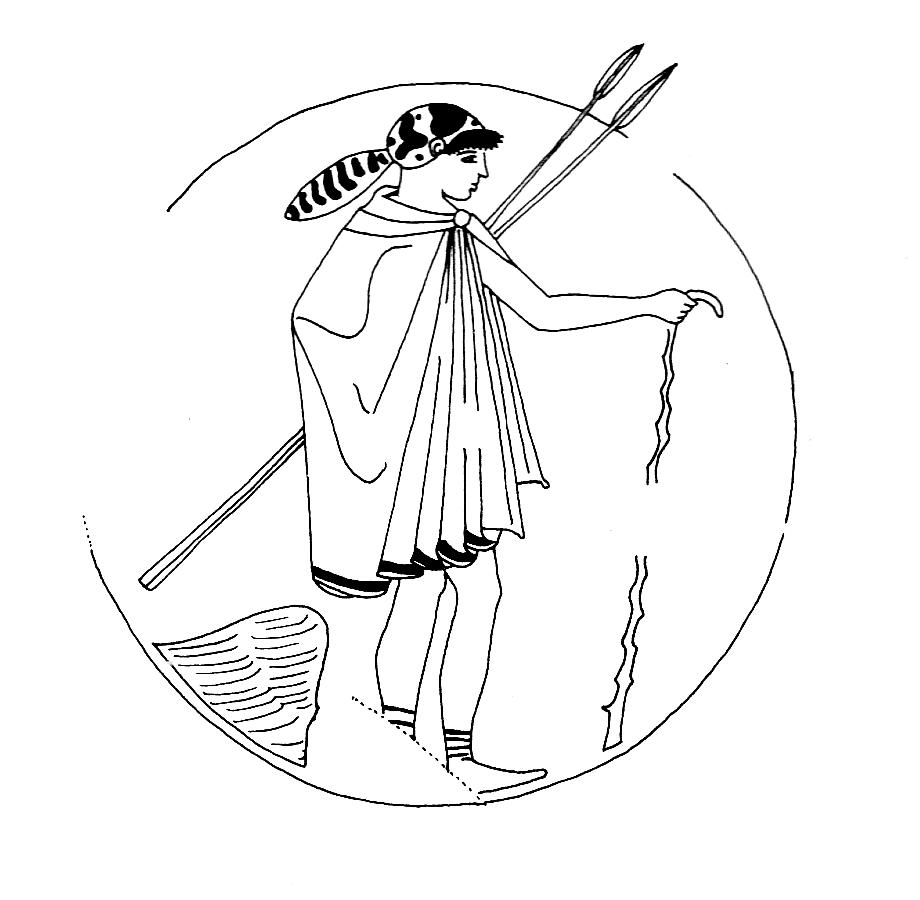
Un péripolos montant la garde, médaillon d'un kylix du Peintre de Briséis, 500-450 av. J.-C., musée de Leipzig.

En Grèce ancienne, les péripoloi (en grec ancien περίπολοι / perípoloi, au singulier περίπολος / perípolos), sont des gardes-frontières. On les trouve notamment à Athènes à l'époque classique.
On trouve également le terme péripole ; formé de περί (autour) et πέλομαι (se mouvoir), le mot signifie littéralement « qui tourne autour » et peut être traduit par « patrouilleur ».

## L'institution à l’époque classique en Attique
Les péripoloi n'appartenaient pas à un groupe juridiquement défini : ils pouvaient être des éphèbes, des métèques et même des jeunes citoyens. Cela dit, le corps des péripoloi accueillait principalement des néôtatoi (« les plus jeunes », 18-19 ans), autrement dit les éphèbes, et des métèques, donc des individus qui ne sont pas - ou pas encore - des citoyens. Leur mission était, comme leur nom l'indique, de patrouiller aux frontières du territoire ; on les distinguait de ce fait d'une autre catégorie de soldats assurant la défense du territoire : les hidruménoi, qui gardaient les fortifications. Les hidruménoi étaient recrutés parmi les presbytéroi (50-59 ans), alors que les péripoloi étaient plutôt recrutés parmi les néôtatoi et les néoi (20-29 ans).
Les officiers commandant les contingents de péripoloi étaient les péripolarques (peripolarkhos), des officiers élus à main levée par l'Assemblée du peuple. Les péripolarques, dont nous ignorons le nombre exact, étaient sous les ordres du stratège du territoire, celui des dix stratèges athéniens qui était chargé de la défense de l'Attique. Mais l'autorité suprême restait l'Assemblée du peuple, car elle seule pouvait voter les décisions militaires importantes.
Bien qu'ils fussent des patrouilleurs, les péripoloi dépendaient toujours d’un fort d’attache, variable selon leur mission. Ces forts n'étaient pas les péripolion, comme on pourrait le croire (ce mot n'est jamais utilisé en Attique), mais les phrourion (forteresses) et les phylaktèrion (postes de garde). Par ailleurs, on constate que les différents contingents de péripoloi n'avaient pas de zone de patrouille attitrée mais étaient envoyés ici et là en fonction des besoins.
Les péripoloi étaient formés en fonction de leurs besoins spécifiques (équipement léger, mobilité, armes de jet), au Pirée lorsqu'ils étaient éphèbes, mais le plus souvent « sur le tas ». Les péripoloi étaient le plus souvent des fantassins légers, qui faisaient défaut à la cité d'Athènes durant les guerres médiques et au début de la guerre du Péloponnèse ; ils étaient aussi archers à cheval, cavaliers ou éclaireurs.
Le financement des péripoloi, à savoir le paiement de leur équipement, de leur ration et de leur salaire, se faisait par le biais des liturgies, puis du financement public.

## Péripoloietchôra: le rôle militaire
Le territoire de la cité se compose de la ville (l'asty), de la campagne environnante (la chôra), et des confins du territoire (les eschatiai). Ce territoire hétérogène forme l'espace civique de la cité, mais constitue également un espace stratégique, c'est-à-dire un territoire à défendre. Pour impliquer les citoyens dans la défense de la chôra, deux méthodes étaient utilisées : faire en sorte d'une part que les citoyens possèdent des terres proches des confins, d'autre part qu'ils passent leurs années de service militaire dans l'armée de défense territoriale, et notamment parmi les péripoloi.
La stratégie de défense du territoire évolua à Athènes à l'époque classique. À la stratégie traditionnelle qui avait pour objectif principal, souvent au prix d'une bataille rangée contre l'envahisseur, de préserver le territoire de la chôra de toute invasion ennemie succéda la stratégie péricléenne qui sacrifiait la protection du territoire au profit de la défense de la ville et de l'empire maritime, la population se réfugiant derrière les « Longs-Murs » et abandonnant la chôra aux troupes adverses. Au IVe siècle enfin, la stratégie de la cité, intermédiaire entre les deux précédentes, se fit plus pragmatique, adoptant « une sorte de compromis stratégique qui ne subordonnait totalement ni la ville au territoire, ni le territoire à la ville ».
Dans le cadre de cette dernière stratégie de défense du territoire, les péripoloi devaient, en temps de guerre, signaler l'arrivée de forces hostiles, mettre à l'abri les populations rurales puis harceler les envahisseurs pour ralentir leur progression et les empêcher de s'éparpiller en groupes de pillards dans la campagne. En temps de paix, ils repéraient et repoussaient les brigands et pirates, et assuraient un service de gendarmerie le long des frontières ; ils avaient en outre pour tâche de délimiter celles-ci.
Les péripoloi ne prenaient part à des campagnes militaires qu'exceptionnellement : on les retrouve deux fois à Mégare, et peut-être lors de la prise de l'île de Sphactérie ou lors de l'expédition de Sicile.

## Le rôle civique despéripoloi

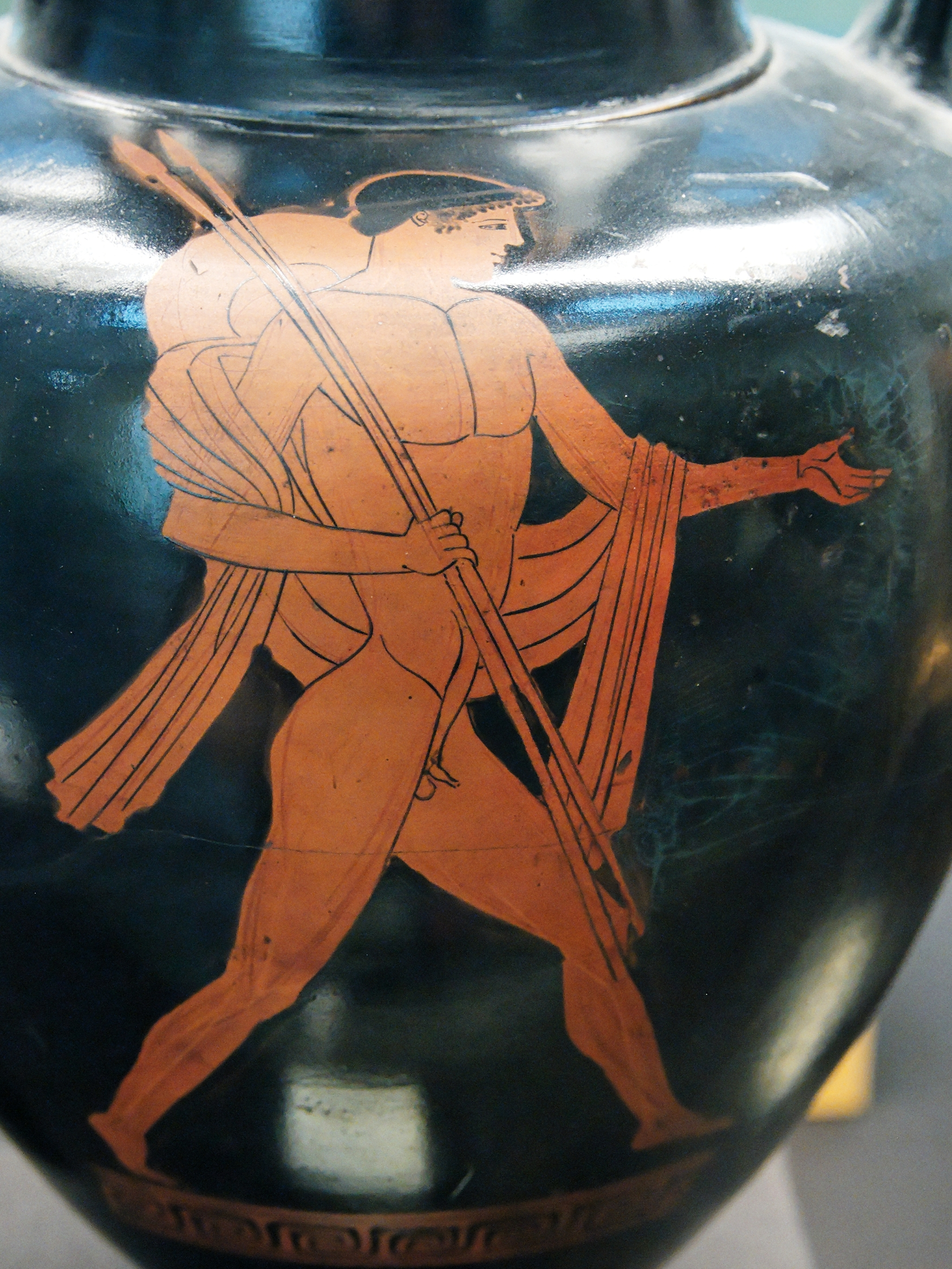
Éphèbe portant un bandeau rouge dans les cheveux, un pétase autour du cou et un himation au coude, équipé de deux javelots et d'une épée, lécythe du milieu du Ve siècle av. J.-C., Musée archéologique national de Madrid

Le lien étroit qu'a entretenu le corps des péripoloi avec l'éphébie illustre bien la volonté de former les futurs citoyens non seulement aux armes, mais aux questions militaires dont la connaissance leur sera essentielle lors des débats à l'Assemblée.
Le fait que thètes et métèques soient nombreux à assurer un service militaire parmi les péripoloi renforce leur attachement à la démocratie, et permet en outre l'émergence d'une armée démocratique : auparavant l'armée, dominée par l'aristocratie, était majoritairement favorable à un régime oligarchique. L'épisode du meurtre de Phrynichos est à cet égard exemplaire : les péripoloi sont au cœur du complot contre le régime oligarchique des Quatre-Cents et soutiennent les démocrates.
Il apparaît, du reste, que les péripoloi constituent un contrepoids aux excès de la polis, car ils symbolisent justement ce qui est extérieur à la cité, tout en restant un élément de la cité. La cité est exclusive, socialement rigide, déterminée, elle affectionne l'aristocratie et exalte les batailles rangées ; les péripoloi sont pluriels, intégrateurs, pragmatiques, démocratiques, ils préfèrent l'escarmouche, plus rationnelle.
Le rôle civique des péripoloi se manifeste enfin par la pratique religieuse. En Épire, les péripoloi affectionnent les divinités des eschatiai: Pan et les nymphes, Artémis, Dionysos. En Attique, les péripoloi participaient aux cultes locaux, tels que ceux du sanctuaire de Déméter et Korè à Éleusis, du sanctuaire de Thémis et Némésis à Rhamnonte, ou encore du sanctuaire de Poséidon au Sounion; ils participaient également aux fêtes religieuses, telles que les Dionysies rurales ou les concours ancestraux des Halôa.

## Généalogie de l'institution
Les péripoloi ont d'abord des origines mythologiques. La légende de Thésée semble être fondatrice, ainsi que celle de Mélanthos. Tous deux sont de jeunes hommes qui ont gagné leur ascension sociale au cours de combats dans les eschatiai et avec l'aide de la ruse. Les péripoloi ont influencé, et leur évolution sous Lycurgue en fut peut-être influencée, par l'institution platonicienne fictive de l'Agronomie. Les Agronomes ressemblent étrangement aux péripoloi – et, du reste, la cité de Magnètes est en fait Athènes sous un autre nom, l'Athènes idéale que souhaite Platon. Quant à la région d'origine des péripoloi, il semble que ce soit la région de Sicyone ; ils y existent dès le VIIe siècle av. J.-C..
Situer cette institution parmi les institutions analogues ou voisines est plus complexe. Les péripoloi peuvent être comparés, jusqu'à un certain point, aux cryptes lacédémoniens. Ont coexisté à Athènes, jusqu'aux réformes de Lycurgue, deux institutions voisines: l'éphébie, réservée aux premières classes censitaires, et le péripolat, réservé aux thètes. La durée de service dans le corps des péripoloi ne durait normalement qu'un an. Ce service était obligatoire.
Hors d'Attique, et outre Sicyone, on trouve des péripoloi en Grèce du Nord-Ouest. Les cités épirotes auraient imité les institutions de leur cité mère Corinthe ou Corcyre. La durée de service de ces péripoloi semble plus longue que celle de leurs homologues athéniens, mais ils sont moins nombreux. À la différence de l'Attique, les péripoloi sont toujours des indigènes alors que les péripolarques peuvent être éventuellement des étrangers. L'organisation des péripoloi se fait en contingents plus autonomes qu'en Attique; ils doivent s'insérer dans un système politique moins centralisé: de petites communautés ont des péripoloi, mais des cités dont ces communautés constituent les eschatiai leur fournissent des officiers compétents.
Les péripoloi épirotes, enfin, semblent très pieux, et font des consécrations à des divinités des eschatiai.

## L'évolution de l'institution en Attique
La première évolution importante qu'ont connue les péripoloi eut lieu au moment des réformes de Lycurgue. Lycurgue était un réformateur austère et déterminé, dont l’objectif était de donner à Athènes les moyens d'une revanche sur la Macédoine après 334. Pour cela, il réforma brillamment les finances de la ville, augmenta les dépenses militaires et entreprit de nombreuses réformes dans ce domaine, notamment la réforme de l'éphébie, qui nous est connue par la Constitution d'Athènes d'Aristote. Ce texte nous décrit les cadres éphébiques : kosmètes, sophronistes, lochages-éphèbes; et bien sûr les éphèbes eux-mêmes, qui ressemblent trait pour trait aux péripoloi dans leurs missions et leurs armements. La différence majeure est que tous les citoyens désormais participent à cette activité. Si le mot péripoloi a été abandonné, c'est que désormais tous les citoyens deviennent péripoloi un an, après un an de cantonnement au Pirée; on a donc retenu un titre plus aristocratique. L'époque lycurgéenne correspond à un foisonnement d'inscriptions éphébiques; l'objectif nationaliste de cette réforme transparaît.
À l'époque de la domination macédonienne, on note une disparition des inscriptions éphébiques dans les confins, signe que l'éphébie est redevenue aristocratique, puisqu'elle redevient annuelle et abandonne son année de service comme péripoloi; signe aussi des difficultés financières de la cité.
Dès la libération de 229, on voit apparaître de nouveaux soldats dans les inscriptions, les hypaithroi, qui semblent être les successeurs des péripoloi. Comme leur nom l'indique (« les soldats de plein air »), ils patrouillent sur la chôra et peuvent dormir à la belle étoile. Ce sont, pour la plupart, des citoyens athéniens. Leur existence n'empêche pas la persistance des éphèbes, dont l'activité aux frontières semble connaître un renouveau.
La conquête romaine mit bien sûr fin aux activités des péripoloi et assimilés, mais les péripoloi continuèrent à apparaître dans la littérature romaine hellénophone. Denys d'Halicarnasse, notamment, fait mention des péripoloi lorsque Périclès leur rend hommage dans son Oraison funèbre. Mais Denys utilise le plus souvent le terme péripoloi mal à propos; c'est qu'il s'évertue à trouver un parallélisme entre les institutions grecques et romaines, quitte à faire de tous les gardes frontières ou sentinelles des péripoloi. On constate chez Lucien de Samosate, enfin, que le modèle athénien perdure, puisque celui-ci utilise les institutions athéniennes dans ses fictions.